# Anna Oxa
Iliriana Hoxha, mera känd som Anna Oxa, född den 28 april 1961 i Bari, Italien, är en italiensk sångerska med albanskt påbrå. Oxas far föddes i Kruja i norra Albanien och emigrerade till Italien.
Hon har deltagit i den italienska musikfestivalen i San Remo flera gånger. Hon har vunnit Sanremofestivalen vid två tillfällen, först år 1989 tillsammans med Fausto Leali och låten "Ti Lascero". 1999 vann hon tävlingen för andra gången, denna gång själv och med låten "Senza pietà". Hon slutade även på andra plats i tävlingen då hon debuterade år 1978 med låten "Un'emozione da poco". Tvåa slutade hon även med låten "Storie" år 1997.

## Eurovision Song Contest
Tillsammans med Fausto Leali representerade hon Italien vid Eurovision Song Contest 1989 i Lausanne i Schweiz, med låten "Avrei voluto". Hennes låt "Storie" vann OGAE Second Chance Contest 1997. 

## Diskografi
- Un'emozione da poco, 1978
- Oxanna, 1978
- Anna Oxa, 1979
- Per Sognare Per cantare Per ballare, 1983
- La Mia Corsa, 1984
- Oxa, 1985
- E Tutto Un Attimo, 1986
- Fantastica, 1988
- Pensami Per Te, 1988
- Tutti I Brividi Del Mondo, 1989
- Oxa Live con I New Trolls, 1990
- Di Questa Vita, 1992
- Cantautori , 1993
- Dodipetto, 1993
- Canta autori , 1994
- Anna Non Si Lascia, 1996
- Storie, 1998
- Senza pietà ett album med sången Senza pietà, 1999
- L'Eterno Movimento, 2001
- Collezione, 2001
- Ho Un Sogno, 2003
- La Musica E Niente Se Tu Non Hai Vissuto, 2006
- Proxima, 2010